# Crotalaria lasiocarpa
Crotalaria lasiocarpa är en ärtväxtart som beskrevs av Roger Marcus Polhill. Crotalaria lasiocarpa ingår i släktet sunnhampor, och familjen ärtväxter. Inga underarter finns listade i Catalogue of Life.